# Rethymno (Gemeindebezirk)
Der Gemeindebezirk Rethymno (griechisch Δημοτική Ενότητα Ρεθύμνης Dimotikí Enótita Rethýmnis) ist einer von vier Gemeindebezirken der Gemeinde Rethymno im Regionalbezirk Rethymno in der griechischen Region Kreta auf der gleichnamigen Mittelmeerinsel Kreta. Zwischen 1997 und 2010 existierte er als eigenständige Gemeinde mit der Hafenstadt Rethymno als Gemeindesitz.

## Lage
Der Gemeindebezirk Rethymno erstreckt sich über 126 Quadratkilometer von der Nordküste Kretas südwärts bis zur Inselmitte. Benachbarte Gemeindebezirke sind im Osten Arkadi und im Westen Nikiforos Fokas. Im Süden grenzt die Gemeinde Agios Vasilios an.

## Verwaltungsgliederung
Die bereits 1924 gegründete Gemeinde Rethymno bestand neben dem Hauptort und Gemeindesitz Rethymno aus zehn weiteren Siedlungen. Abgesehen von geringfügigen Änderungen blieb der Gebietszuschnitt im Wesentlichen erhalten und entspricht dem der heutigen Kinotita (Κοινότητα Ρεθύμνης Kinótita Rethýmnis).
Mit der Umsetzung der Gebietsreform 1997 erfolgte der Zusammenschluss der damaligen Gemeinde Rethymno mit weiteren 11 Landgemeinden zur Gemeinde Rethymno, die dem heutigen Gemeindebezirk entspricht. Im Rahmen der Verwaltungsreform 2010 erfolgte die Vereinigung mit den Gemeinden Arkadi, Lappa und Nikiforos Fokas, die nunmehr die Gemeindebezirke der neuen Gemeinde Rethymno bilden.
| Kinotita (Κοινότητα) | griechischer Name        | Code     | Fläche (km²) | Einwohner 2001 | Einwohner 2011 | Dörfer und Siedlungen                                                                                        |
| -------------------- | ------------------------ | -------- | ------------ | -------------- | -------------- | --- |
| Rethymno             | Κοινότητα Ρεθύμνης       | 73010101 | 26,133       | 28.987         | 34.300         | Rethymno, Agia Irini, Anogia, Gallos, Giannoudi, Megalo Metochi, Mikro Metochi, Xiro Chorio, Tria Monastiria |
| Armeni               | Κοινότητα Αρμένων        | 73010102 | 19,742       | 00588          | 00706          | Armeni, Agios Georgios, Somatas, Fotinos                                                                     |
| Goulediana           | Κοινότητα Γουλεδιανών    | 73010103 | 05,231       | 00135          | 00106          | Goulediana, Geni                                                                                             |
| Kare                 | Κοινότητα Καρές          | 73010104 | 07,943       | 00190          | 00192          | Kare |
| Kastellos            | Κοινότητα Καστέλλου      | 73010105 | 06,329       | 00097          | 00108          | Kastellos |
| Koumi                | Κοινότητα Κούμων         | 73010106 | 08,360       | 00173          | 00172          | Koumi |
| Maroulas             | Κοινότητα Μαρουλά        | 73010107 | 11,470       | 00218          | 00547          | Maroulas, Dilofo                                                                                             |
| Oros                 | Κοινότητα Όρους          | 73010108 | 02,858       | 00081          | 00054          | Oros |
| Prasies              | Κοινότητα Πρασιών        | 73010109 | 07,890       | 00115          | 00133          | Prasies |
| Roussospiti          | Κοινότητα Ρουσσοσπιτίου  | 73010110 | 07,082       | 00374          | 00569          | Roussospiti                                                                                                  |
| Selli                | Κοινότητα Σελλίου        | 73010111 | 13,107       | 00247          | 00184          | Selli, Myrthios                                                                                              |
| Chromonastiri        | Κοινότητα Χρομοναστηρίου | 73010112 | 09,602       | 00482          | 00391          | Chromonastiri, Kapediana, Myli, Prinedes                                                                     |
| Gesamt               | Gesamt                   | 730101   | 125,747      | 31.687         | 37.462         | |